# Auditorio Metropolitano de Orizaba

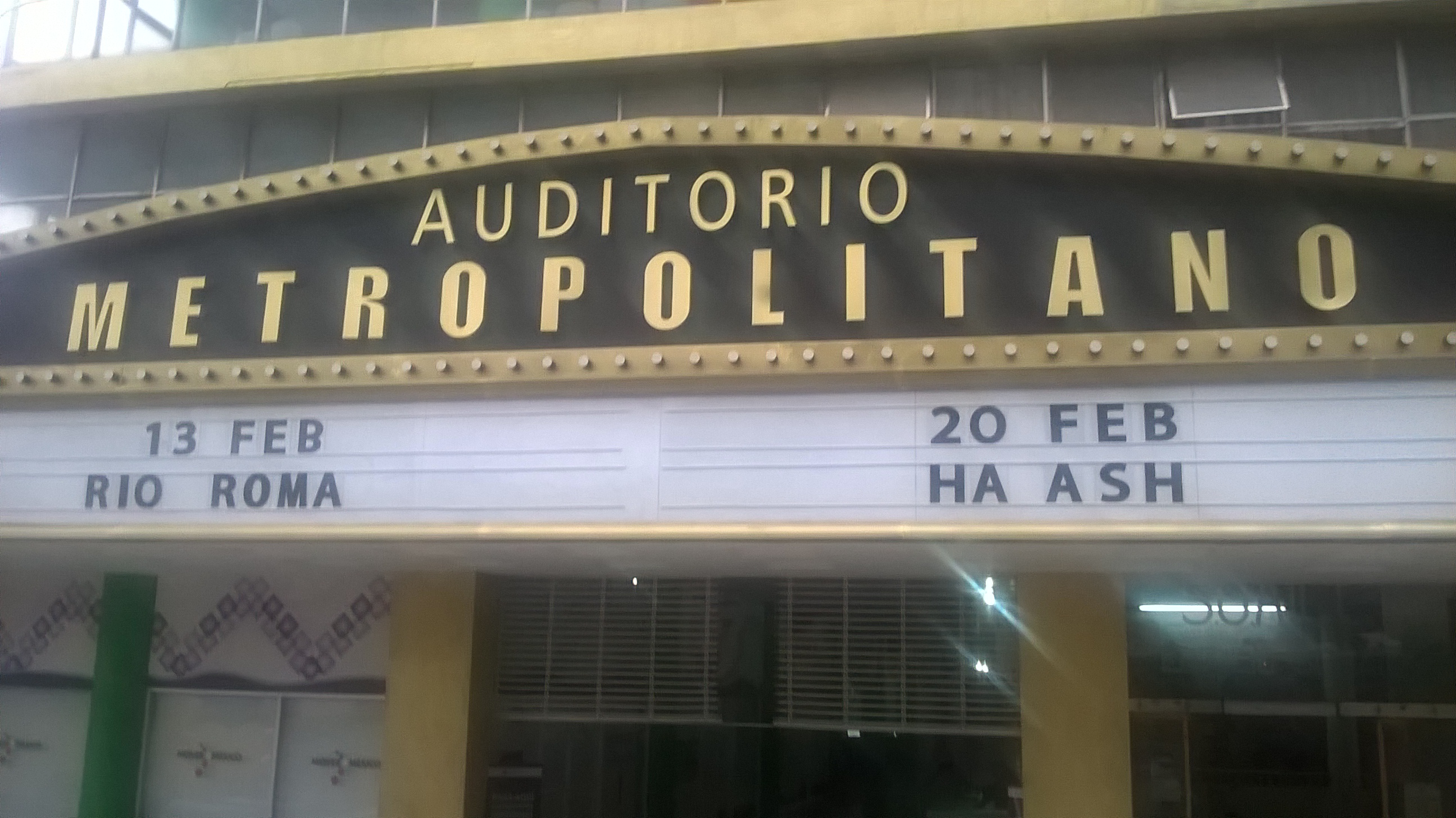
Exterior del Auditorio

El Auditorio Metropolitano de Orizaba es un moderno y remodelado edificio de eventos, ubicado en la ciudad mexicana de Orizaba. Fue remodelado en el año 2014 tras ser durante varios años conocido como el "Cinema Orizaba" formando parte de un edificio sindicalista.